# Baitadi
Baitadi, detta anche Baitadi Khalanga, è un centro abitato del Nepal di 18.345 abitanti, situato nel distretto di Baitadi.
La città si trova sul versante settentrionale delle Mahabharat Lekh a circa 1500 m di altitudine. Poco a ovest della città scorre il fiume Mahakali che segna il confine con l'India.